# توتو لاک‌پشت
توتو لاک‌پشت (انگلیسی: Tooter Turtle) نام یک شخصیت کارتونی و همچنین یک مجموعهٔ انیمیشن آمریکایی است که نخستین بار در ۱۵ اکتبر ۱۹۶۰ میلادی از شبکهٔ تلویزیونی ان‌بی‌سی به روی آنتن رفت.
داستان این مجموعه دربارهٔ لاک‌پشتی بود که همواره، از وضعیت و موقعیت فعلی خود شاکی بود و می‌خواست فرد دیگری باشد یا شغل دیگری داشته باشد. در این هنگام آقای جادوگر به کمکش می‌آمد و با گفتن اجی‌مجی لاترجی، خواسته‌اش را برآورده می‌کرد، اما لاک‌پشت پس از رسیدن به آن آرزو، متوجه می‌شود که همه چیز به آن آسانی‌ها هم که فکر می‌کرده، نبوده است و از خواسته‌اش پشیمان می‌شد و در انتها به این نتیجه می‌رسید که: «کار هر بز نیست خرمن کوفتن، گاو نر می‌خواهد و مرد کهن!»
این مجموعهٔ کارتونی در دههٔ ۶۰ خورشیدی از برنامهٔ کودکان و نوجوانان پخش شد.